# Тіміскамінг
Тіміскамінг  (англ. Timiskaming District) — округ в провінції 
Онтаріо, Канада. Округ є переписним районом та адміністративною одиницею провінції. Найбільшим містом і адміністративним центром округу є місто Теміскамінг-Шорс. Населення — 33 283 чол. (За переписом 2006 року).

## Географія
.

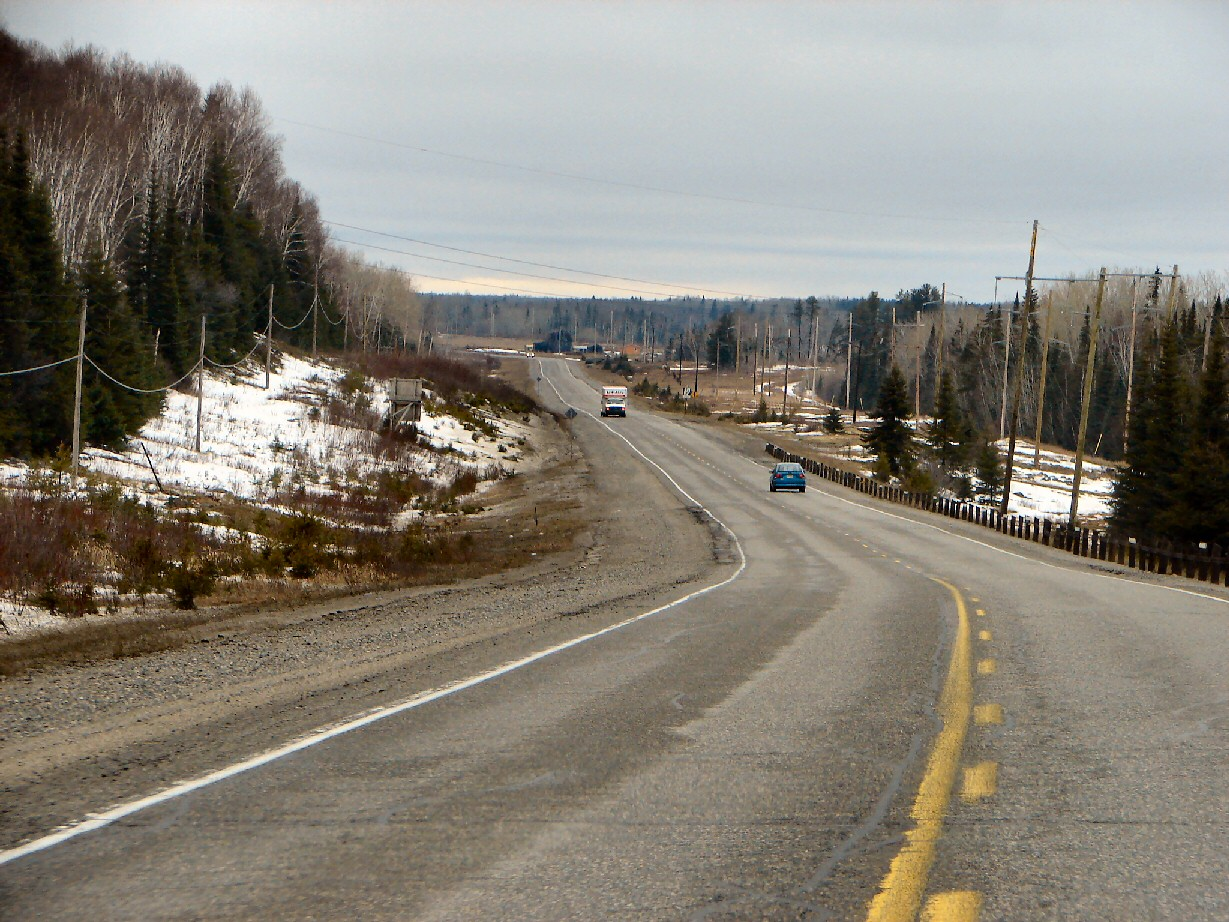
Шосе № 11, що проходить через округ

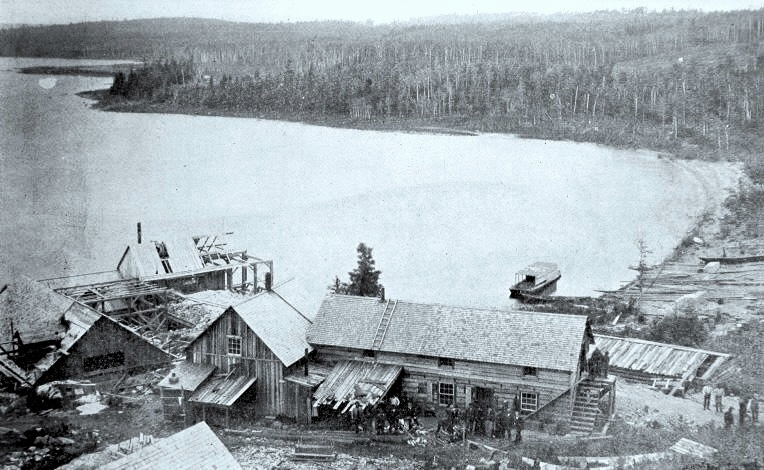
Озеро Тіміскамінг, приблизно р. 1900

Округ розташований на сході провінції Онтаріо, в регіоні Північно-Східне Онтаріо. З півночі він межує з округом Кокран, на заході — з округом Садбері, на південному сході — з округом Ніпіссінг , на сході — з Квебекським про округом Абітібі-Теміскамінг.

## Адміністративний поділ
- До складу округу входять:
- 5 містечок, з них: 1 «сіті» — Теміскамінг-Шорз й 4 «тауна» — Кобальт (англ. Cobalt, Ontario), Енглхарт (англ. Englehart, Ontario), Кіркленд-Лейк (англ. Kirkland Lake) й Летчофрд (англ. Latchforde, Ontario);

- 17 тауншіпів: Армстронг (англ. Armstrong, Ontario), Бретур (англ. Brethour, Ontario), Кейсі (англ. Casey, Ontario), Чамберлен (англ. Chamberlain, Ontario), Чарлтон й Дак (англ. Charlton and Dack, Ontario), Коулман (англ. Coleman, Ontario), Евантурел (англ. Evanturel), Готье (англ. Gauthier, Ontario), Харлі (англ. Harley, Ontario), Харріс (англ. Harris, Ontario), Хілліард (англ. Hilliard, Ontario), Гудзон, Джеймс (англ. James, Ontario, Кернс (англ. Kerns, Ontario), Лардер-Лейк (англ. Larder Lake, Ontario), Матачеван (англ. Matachewan, Ontario) й Макгаррі (англ. McGarry, Ontario);

- 1 село — Торнлу;
- 1 індіанська резервація;

а також ряд містечок та міжселищних територій